# Sofonías (profeta)

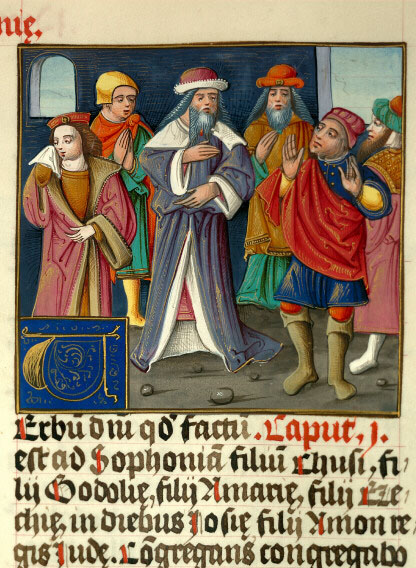
Sofonías habla ante su pueblo. Manuscrito francés,.

Sofonías es el noveno de los profetas menores del Antiguo Testamento, hijo de Kusí, de la tribu de Simeón.

## Biografía
Empezó a profetizar bajo el reinado de Josías de Judá (c. 624 a. C.), probablemente antes de que ese piadoso rey haya reformado los desórdenes de su nación. Las predicciones de Sofonías se contienen en tres capítulos bíblicos. Exhorta en ellas a los judíos a la penitencia, predice la ruina de Nínive y después de hacer terribles amenazas a Jerusalén, concluye con promesas consoladoras sobre la vuelta de la cautividad de Babilonia, el restablecimiento de la ley y la vocación de los gentiles.
Escribió en un estilo vehemente, muy semejante al de Jeremías.
La Iglesia católica celebra su fiesta el 3 de diciembre.